# Toshio Matsuura
Toshio Matsuura (松浦 敏夫, Matsuura Satoshio, Yokohama, 20 november 1955) is een Japans voormalig voetballer die als aanvaller speelde.

## Clubcarrière
In 1974 ging Matsuura naar de Waseda-universiteit, waar hij in het schoolteam voetbalde. Nadat hij in 1978 afstudeerde, ging Matsuura spelen voor Nippon Kokan, de voorloper van NKK. Matsuura veroverde er in 1980 en 1987 de JSL Cup en in 1981 de Beker van de keizer. Matsuura beëindigde zijn spelersloopbaan in 1991.

## Japans voetbalelftal
Toshio Matsuura debuteerde in 1981 in het Japans nationaal elftal en speelde 22 interlands, waarin hij 6 keer scoorde.

## Statistieken
| Japans voetbalelftal | Japans voetbalelftal | Japans voetbalelftal |
| Jaar                 | Wed.                 | Dlp.                 |
| -------------------- | -------------------- | -------------------- |
| 1981                 | 4                    | 1                    |
| 1982                 | 2                    | 0                    |
| 1983                 | 5                    | 0                    |
| 1984                 | 1                    | 0                    |
| 1985                 | 0                    | 0                    |
| 1986                 | 3                    | 1                    |
| 1987                 | 7                    | 4                    |
| Totaal               | 22                   | 6                    |